# Сремская епархия (православная)
Сремская епархия (серб. Епархија сремска) — епархия Сербской православной церкви на территории автономного края Воеводина в Сербии. Резиденция епархии находится в городе Сремски-Карловци, где расположен и кафедральный собор епархии. Правящим епископом является Василий (Вадич).

## История
Сремская епархия с кафедрой сначала в Монастыре Крушедол, а затем в Монастыре Хопово, была основана в 1500 году, когда Софийский митрополит Калевит постриг в монашество Джордже Бранковича, дав ему монашеское имя Максим. Затем Сремская епархия была объединена с Белградской митрополией под названием Белградская и Сремская митрополия. Следовательно, первые архиепископы носят титул «митрополит Белградский и Сремский».
Рост значения епархии связан с бурным периодом строительства монастырей на Фрушка-Горе. Его можно ограничить временем пребывания в Среме членов семьи Бранковичей, прибывших туда в 1465 году (в тот год Вук Гргуревич получил управление имениями Купиник и Беркасово). Странно, что этот период, от смерти Патриарха Арсения II (1463 года) до восстановления Сербского Патриархата (1557 года), был столь плодотворным для Православной Церкви в Среме, и в то же время самым трудным периодом в истории Сербской православной церкви.
После захвата Сербской деспотии турками в 1459 году большая часть территории Сербского Патриархата перешла под прямое управление Охридского архиепископства. Это позволило Срему с его многочисленным православным населением взять на себя религиозную (а во многом и национальную) миссию среди сербского народа. В этом нет ничего удивительного, так как сербское присутствие в паннонских областях было очень стойким и сохранится во все периоды иностранного владычества — венгерского, турецкого и австрийского.
С усилением значения Срема для сербского народа к северу от Савы и Дуная и переносом резиденции митрополита из Сентандреи в начале XVIII века сначала в Крушедолский монастырь в 1708 году, а затем в Сремские Карловцы, в 1713 году Сремская епархия была объединена с Карловацкой митрополией, позже Патриархатом (1848—1920). В патриарший период Срем находился под непосредственным управлением Патриарха как Архиепископия Сремско-Карловацкая. Тогда он охватывал гораздо более широкую территорию, чем современная часть Срема в Сербии, охватывая значительную часть Славонии на западе, вплоть до Джяково (то есть большую часть территории современной Осиечкопольско-Баранской епархии).
Епархия была создана 20 мая 1947 года с территории епархии, управляемой непосредственно патриархом.

## Архиереи
Сремское викариатство
- Иларион (Зеремский) (18 декабря 1912 — ноябрь 1920)
- Максимилиан (Хайдин) (2 января 1921 — 29 октября 1928)
- Ириней (Джорджевич) (25 ноября 1928 — 2 октября 1931)
- Тихон (Радованович) (21 ноября 1932 — 17 октября 1934)
- Савва (Трлаич) (30 сентября 1934 — 22 июня 1938)
- Валериан (Прибичевич) (28 января 1940 — 10 июля 1941)

Сремская епархия
- Викентий (Проданов) (20 мая 1947 — 12 июня 1951) в/у, еп. Злетовско-Струмичский
- Никанор (Иличич) (12 июня 1951 — 26 июня 1955)
- Макарий (Джорджевич) (июнь 1955 — 22 марта 1978)
- Никанор (Иличич) (1978—1980) в/у, еп. Бачский
- Андрей (Фрушич) (19 мая 1980 — 22 марта 1986)
- Василий (Вадич) (с 14 сентября 1986)

## Намесничества
Сремская епархия поделена на восемь архиерейских намесничеств:
- Сремскокарловацкое — Сремски-Карловци
- Крчединское — Крчедин
- Подунавское — Петроварадин
- Румское — Рума
- Старопазовское — Стара-Пазова
- Сремскомитровацкое — Сремска-Митровица
- Шидское — Шид
- Земунское — Батайница

## Монастыри
Сремская епархия насчитывает 21 монастырь. Фрушкогорские монастыри отмечены буквой ф.
- Беочин ф
- Беркасово
- Бешеново ф
- Велика-Ремета ф
- Враняш
- Врдник ф
- Гргетег ф
- Дивша ф
- Язак ф
- Крушедол ф
- Кувеждин ф
- Мала-Ремета ф
- Нови-Карловци
- Ново-Хопово ф
- Обед
- Петковица ф
- Привина-Глава ф
- Раковац ф
- Старо-Хопово ф
- Фенек
- Шишатовац ф